# 37-й отдельный истребительный противотанковый батальон
37-й отдельный истребительный противотанковый батальон 42-й, 55-й, 67-й и 2-й ударной армий (37 ОИПТБ, по не подтвержденным другими источниками сведениям - 37 ИПТАБ) - истребительно-противотанковая часть СССР в годы Великой Отечественной войны.

## Боевой путь
Батальон сформирован 30 августа 1942 года, путём переименования 2-го отдельного истребительного противотанкового батальона 42-й Армии.
С 12 января 1943 года батальон участвует в операции «Искра». Придан 268-й стрелковой дивизии для усиления её артиллерийской группы.
С 17 по 28 января 1943 года действует совместно со 102-й отдельной стрелковой бригадой, блокирующей 1-й, 2-й Городки Невдубстроя и 8-ю ГЭС.
В марте 1943 года участвует в операции 55-й армии по уничтожению противника в районе Красный Бор, поддерживает наступление 123-й стрелковой дивизии.
В июле 1943 года находится в составе артиллерии 67-й армии при Синявинско-Мгинской операции.
Батальон расформирован 25 октября 1943 года.

## Командиры
По данным из наградных документов, командирами батальона были - майор Григорьев Павел Семёнович, майор Небосько Трифон Иванович и майор Громовой Адольф Иванович (на 30 июля 1943 года).

## Подчинение
| Период  | Армия             | Фронт         | Комментарий  |
| ------- | ----------------- | ------------- | ------------ |
| 08.1942 | 42-я армия        | Ленинградский | формирование |
| 09.1942 |                   |               |              |
| 10.1942 |                   |               |              |
| 11.1942 |                   |               |              |
| 12.1942 |                   |               |              |
| 01.1943 | 67-я армия        | Ленинградский | [ 2 ] [ 4 ]  |
| 02.1943 | 67-я армия        | Ленинградский | [ 4 ]        |
| 03.1943 | 67-я армия        | Ленинградский | [ 13 ]       |
| 04.1943 | 67-я армия        | Ленинградский | [ 13 ]       |
| 05.1943 | 55-я армия        | Ленинградский | [ 6 ]        |
| 06.1943 | 2-я ударная армия | Ленинградский | [ 13 ]       |
| 07.1943 | 67-я армия        | Ленинградский | [ 6 ]        |
| 08.1943 |                   |               |              |
| 09.1943 |                   |               |              |
| 10.1943 |                   |               |              |